# Pierre de Saint-Joseph

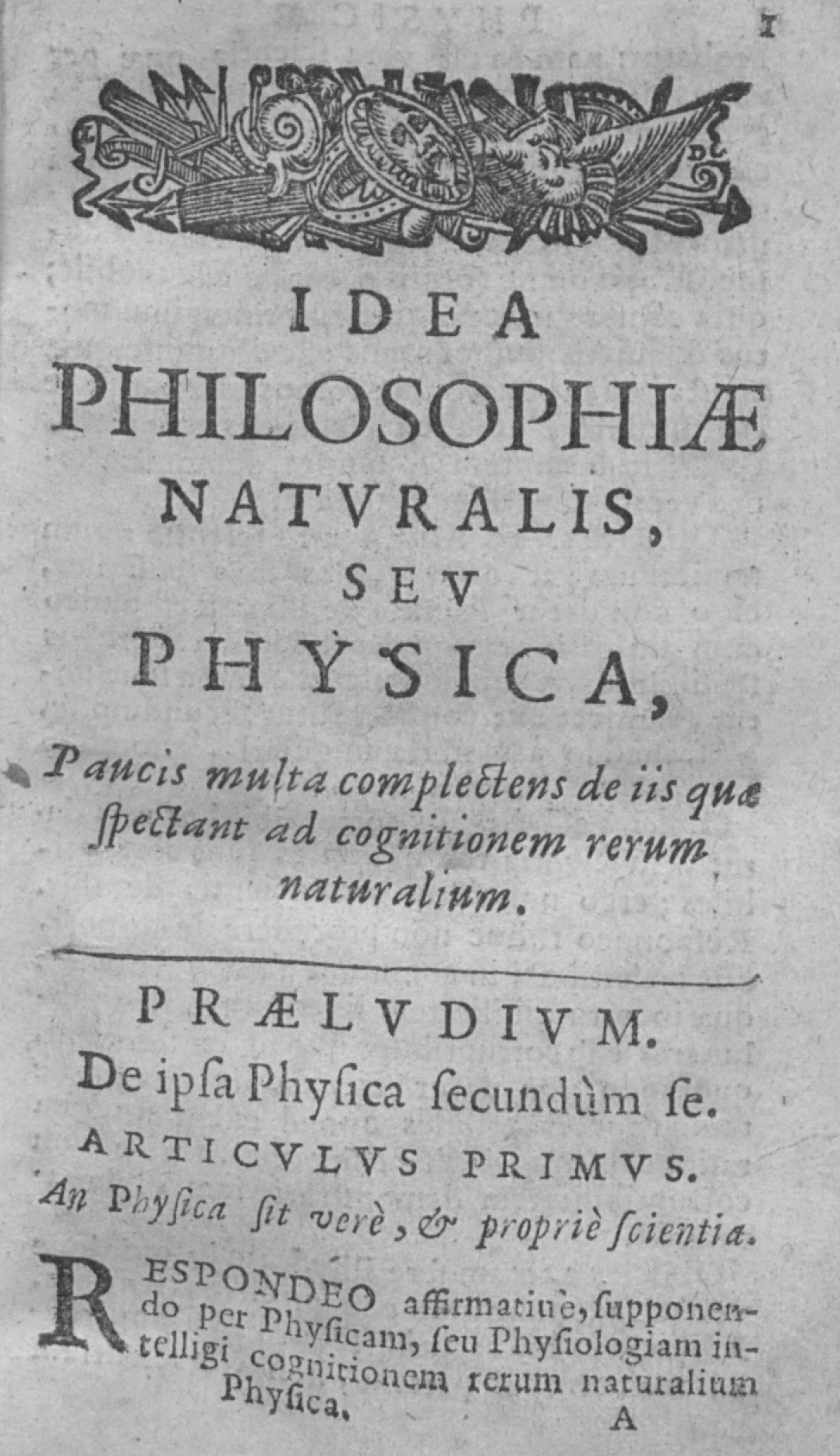
Idea philosophiae naturalis, seu physica. 1659. Titelblatt

Pierre de Saint-Joseph OCist (lateinisch Petrus A Sancto Josepho, bürgerlich Pierre Comagère; * 1594 in Auch; † 10. Juli 1662 in Paris) war ein französischer römisch-katholischer Ordenspriester, Theologe und Philosoph.

## Schriften
- Defensio s. Thomae Aquinatis. Vincent de Coeursilly, Lyon 1633 (Latein, google.com).
- Idea theologiae speculativae. Konstantin Münich, Köln 1640 (Latein, google.com).
- Idea theologiae moralis. Georges Josse, Paris 1645 (Latein, google.com).
- Theses universae theologiae. Konstantin Münich, Köln 1648 (Latein, google.com).
- Idea philosophiae rationalis, seu logica. Georges Josse, Paris 1654 (Latein, google.com).
- Idea philosophiae naturalis, seu physica. Georges Josse, Paris 1659 (Latein, beic.it).
- Summula casuum conscientiae. Antoine Beaujolin & Michel Goy, Lyon 1666 (Latein, google.com).
- Les sentimens de Saint François de Sales. F. Muguet, Paris 1669 (französisch, google.com).
- Idea philosophiae universalis, seu metaphysica. Konstantin Münich, Köln 1671 (Latein, google.com).